# Lufttransportgeschwader 63
Das Lufttransportgeschwader 63 (LTG 63) war ein Geschwader der deutschen Luftwaffe, welches auf dem Fliegerhorst Hohn (ICAO-Code: ETNH) stationiert war. Mit Auflösung des Kommandos Einsatzverbände Luftwaffe war das LTG 63 ab dem 1. Juli 2015 dem Luftwaffentruppenkommando in Köln-Wahn unterstellt, wobei die Einsatzführung dem European Air Transport Command (EATC) oblag. Ab Anfang 2018 war das LTG 63 der letzte Transall-Verband der Luftwaffe mit 24 C-160D. Am 14. Dezember 2021 wurde der Flugbetrieb mit der letzten Landung der Transall 50+36 endgültig eingestellt.

## Auftrag
Sicherstellung des Lufttransports
- für Luftwaffe, Heer und Marine der Bundeswehr und der übrigen Partner im Rahmen des EATC
- des zentral-militärischen Bereiches
- bei Bedarf für den politisch-parlamentarischen Bereich, insbesondere in Krisengebieten

durch
- Verlegelufttransport
- Logistischen Lufttransport
- Luftlandeoperationen
- Transport von Verwundeten, Unfallverletzten und Kranken

Zusätzliche Sicherstellung des Lufttransports im Rahmen von
- Lufttransport-Sondereinsätzen, hierzu gehören Evakuierungen und Unterstützung von Spezialeinsatzkommandos
- Katastrophenschutz
- Unterstützung des zivilen Luftrettungssystems
- Fliegerische Aus- und Weiterbildung
- Taktische Einsatzausbildung

In den letzten Jahren seines Bestehens wurde das LTG 63 schrittweise von Teilen seiner Aufgaben entbunden, sobald diese vom LTG 62 mit seinen Airbus A400M wahrgenommen werden konnten. Nach der Abgabe der Aufgabe des Lufttransports in Krisengebieten inklusive des politisch-parlamentarischen Bereichs im Jahr 2020 war die letzte verbliebene Aufgabe noch die Durchführung von Sondereinsätzen.

## Geschichte
Das LTG 63 wurde am 15. September 1961 zunächst auf dem Heeresflugplatz Celle aufgestellt und mit der Nord 2501 Noratlas ausgerüstet. Im September 1967 wurde der Standort nach Hohn bei Rendsburg verlegt. Die zum LTG 63 gehörende Hugo-Junkers-Kaserne liegt ca. drei Kilometer entfernt in Krummenort. In den Jahren 1968 bis 1970 wurden die Noratlas durch Transall C-160 ersetzt.
Am 9. Februar 1975 wurde das Geschwader durch ein Unglück erschüttert, als eine C-160D mit dem Kennzeichen 50+63 beim Landeanflug auf den Flughafen Chania wegen eines Navigationsfehlers und bei dichtem Schneetreiben in einen Berg flog. Keiner der 42 Insassen – neben der Besatzung waren Angehörige des Flugabwehrraketenbataillons 39 auf dem Weg zu einer Übung nach Kreta mit an Bord – überlebte das Unglück.
Im Frühjahr 1993 wurden Teile des aufgelösten Hubschraubertransportgeschwaders 64 (HTG 64) aus Ahlhorn in das LTG 63 eingegliedert. Dem LTG 63 standen so zusätzlich 19 Bell UH-1D zur Verfügung. Die Hubschrauber der 2. Staffel verlegten zur Ausbildung über Wasser regelmäßig nach Borkum. Im Zuge der Aufstellung des Hubschraubergeschwader 64 (HSG 64) auf dem Fliegerhorst Holzdorf wurde die 2. Staffel des LTG 63 im Dezember 2010 aufgelöst und deren Hubschrauber an den neuen Verband abgegeben.
Im Frühjahr 2013 verlegten Transall des Geschwaders zur Unterstützung der französischen Opération Serval, dem Kampfeinsatz gegen Islamisten in Nordmali, nach Westafrika.
Zum 1. April 2014 wurde das Lufttransportgeschwader 63 (LTG 63) zum Ausbildungsverband erklärt. Die lehrgangsbezogene praktische und theoretische Transall-Ausbildung findet jetzt auf dem Fliegerhorst Hohn statt. Die Ausbildung auf dem Transall-C-160-Flugsimulator wird weiter am Fliegerhorst Wunstorf, aber unter der Verantwortung des LTG 63, durchgeführt.
Stand 2011 sollten der Militärflugplatz Hohn sowie die dazugehörige, wenige Kilometer entfernte Hugo-Junkers-Kaserne in Krummenort (Alt Duvenstedt) im Jahr 2019 mit der Einstellung des Flugbetriebs mit der Transall im Zuge der Neuausrichtung der Bundeswehr vollständig aufgegeben werden. Im Dezember 2015 wurde dann beschlossen, den Betrieb des Fliegerhorstes bis Ende 2021 fortzusetzen, da erst um dieses Jahr die Befähigung des Airbus A400M für den taktischen Lufttransport erwartet wird. Der Flugbetrieb der Transall wurde dazu ab Ende 2017 nach der Auflösung des Lufttransportgeschwaders 61 in Penzing am Standort Hohn gebündelt.
Im Sommer 2019 feierte das Geschwader seine 400.000 Flugstunde mit der C-160D, in diesem Jahr betrieb das Geschwader noch 15 Transalls. Am 17. August trat die C-160 Transall mit dem Kennzeichen 50+40 eine zweitägige Abschiedstour an, die sie über mehrere Luftwaffenstandorte wieder zum Flugplatz Hohn führte. Diese letzte der einst 90 Maschinen wird im November als Denkmal in der Offizierschule der Luftwaffe in Roth bei Nürnberg aufgestellt.
Das Lufttransportgeschwader 63 wurde nach der Außerdienststellung des Transportflugzeugs Transall am 15. Dezember 2021 offiziell aufgelöst. Seither dient der Standort Hohn als Ausweichflugplatz des Taktischen Luftwaffengeschwaders 51 „Immelmann“. Hierzu wird eine Flugplatzstaffel mit insgesamt 60 Dienstposten gegründet, die einen Betrieb für 40 Stunden in der Woche sicherstellen soll.

## Gliederung
- Stab LTG63
  - Fliegende Gruppe (FlgGrp LTG 63)
  - Technische Gruppe (TGrp LTG 63)

## Kommodore
| Nr. | Name                        | Beginn der Berufung | Ende der Berufung  |
| --- | --------------------------- | ------------------- | ------------------ |
| 1   | Oberstleutnant Wilhelm Batz | 15. Dezember 1961   | 31. Januar 1964    |
| 2   | Oberst Horst Rudat          | 1. Februar 1964     | 31. März 1971      |
| 3   | Oberst Heinz-Ulrich Beuther | 1. April 1971       | 31. März 1979      |
| 4   | Oberst Hubert Marquitan     | 1. April 1979       | 30. September 1980 |
| 5   | Oberst Rudi Gutzeit         | 1. Oktober 1980     | 30. September 1986 |
| 6   | Oberst Jürgen Reiss         | 1. Oktober 1986     | 31. März 1991      |
| 7   | Oberst Joachim Mörsdorf     | 1. April 1991       | 30. September 1993 |
| 8   | Oberst Hans-Otto Elger      | 1. Oktober 1993     | 31. März 1995      |
| 9   | Oberst Hans-Jürgen Ochs     | 1. April 1995       | 30. September 1998 |
| 10  | Oberst Hans-Jürgen Miunske  | 1. Oktober 1998     | 27. März 2003      |
| 11  | Oberst Helmut Fritzsche     | 28. März 2003       | 27. März 2006      |
| 12  | Oberst Manfred Merten       | 27. März 2006       | 25. Februar 2010   |
| 13  | Oberst Stefan W. Neumann    | 25. Februar 2010    | 18. Juni 2012      |
| 14  | Oberst Hartmut Zitzewitz    | 19. Juni 2012       | 22. Oktober 2018   |
| 15  | Oberst Markus Kleinbauer    | 22. Oktober 2018    |                    |

## Auszeichnungen
- 1986: Kai-Uwe-von-Hassel-Förderpreis

## Militärgeschichtliche Sammlung im LTG 63
Mit über 400 Exponaten präsentiert das Lufttransportgeschwader 63 seine Geschichte im Hörsaalgebäude der Hugo-Junkers-Kaserne. Gezeigt wird die Entwicklung des Luftwaffengeschwaders seit dem Gründungsjahr 1961, seiner Flugzeuge und weltweiten Hilfs- und Unterstützungsflüge in Katastrophen-, Krisen- und Kriegsgebiete. Ein Teil der Ausstellung befasst sich mit der Historie rund um den Flugplatz Hohn und der deutschen Einheit seit dem Mauerfall 1989. Die Sammlung kann nach telefonischer Vereinbarung besichtigt werden.

## Abbildungen

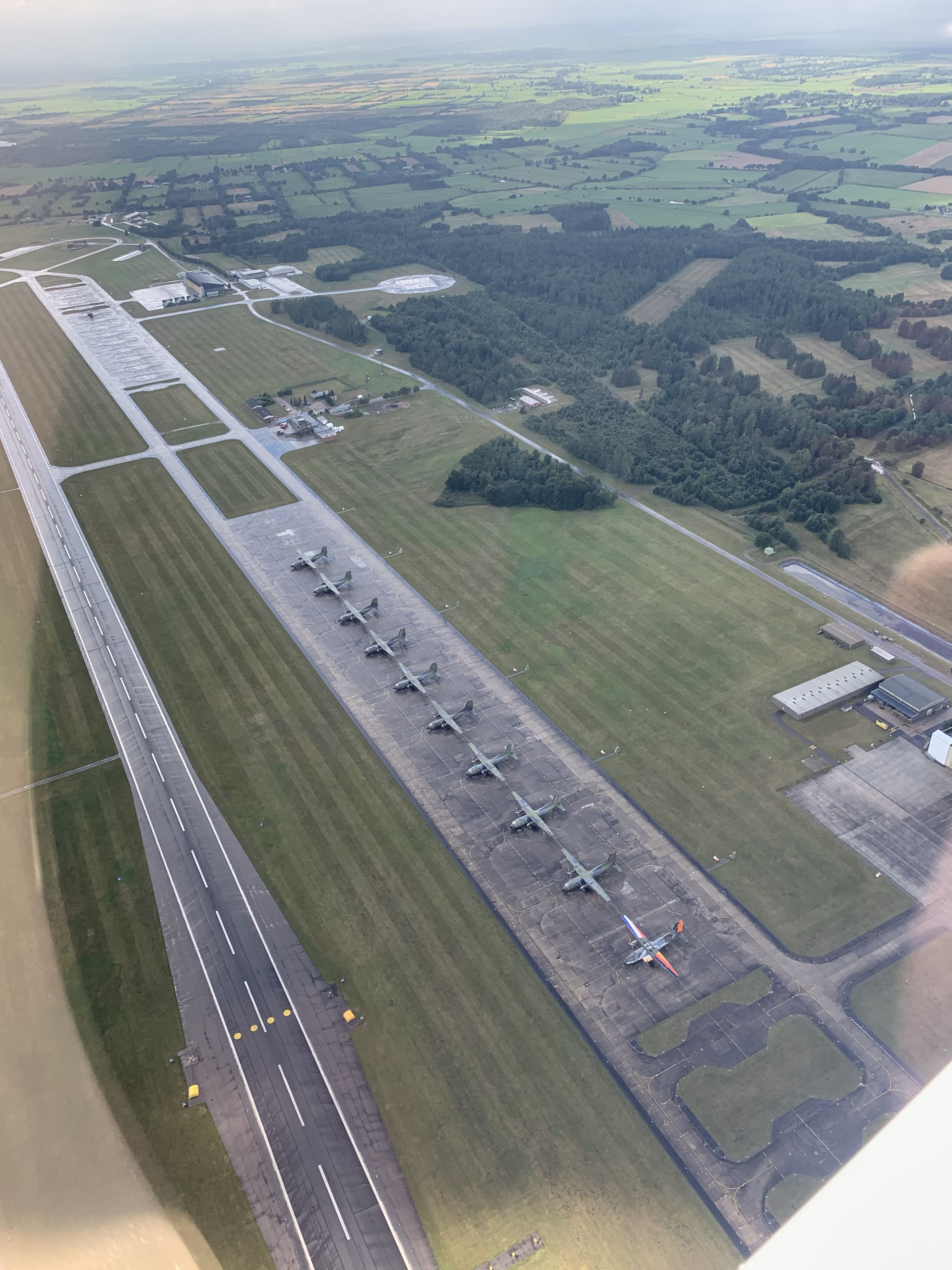
LTG 63 auf dem Fliegerhorst Hohn (Sommer 2021)
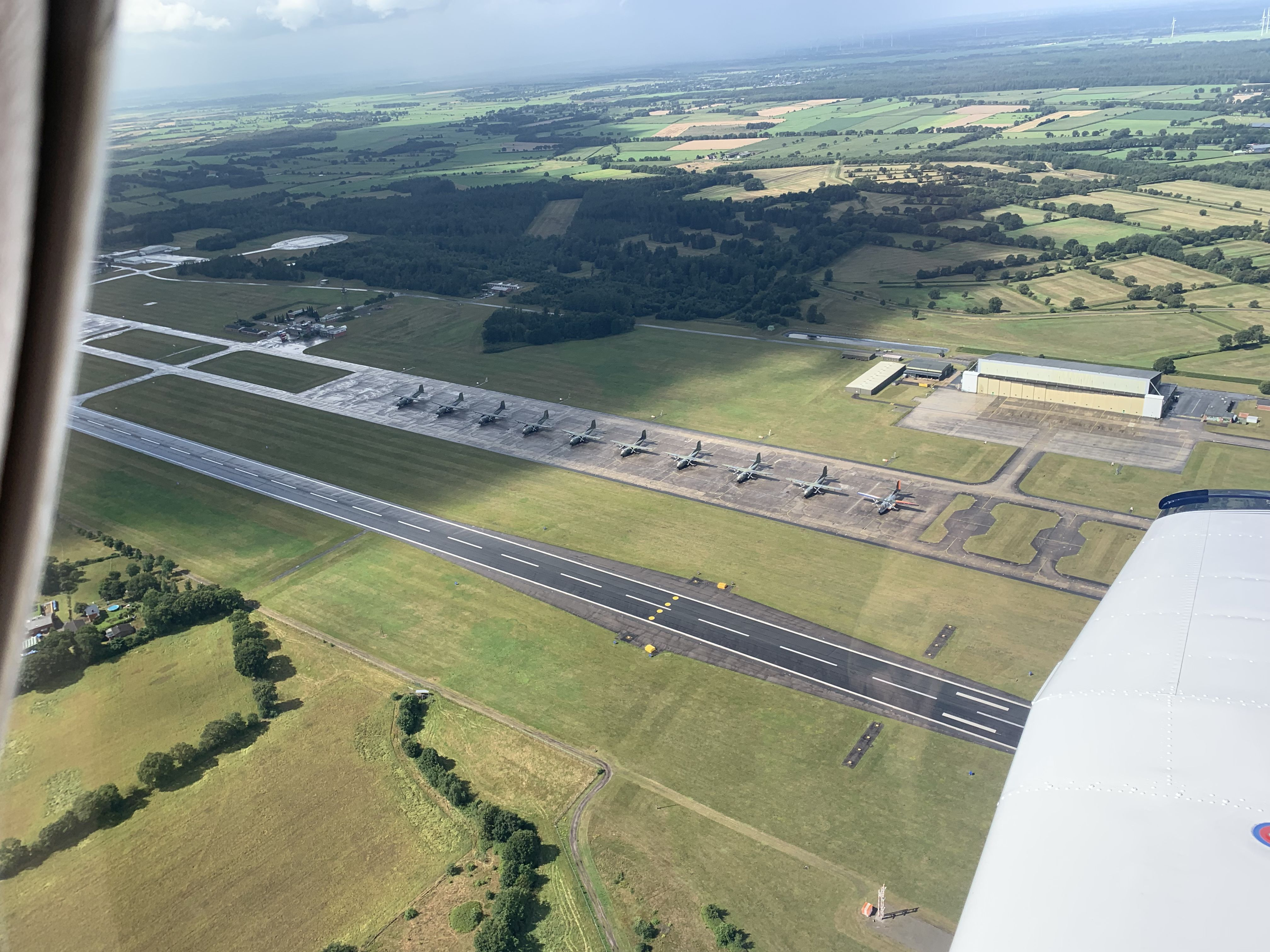
Fliegerhorst Hohn (Sommer 2021)
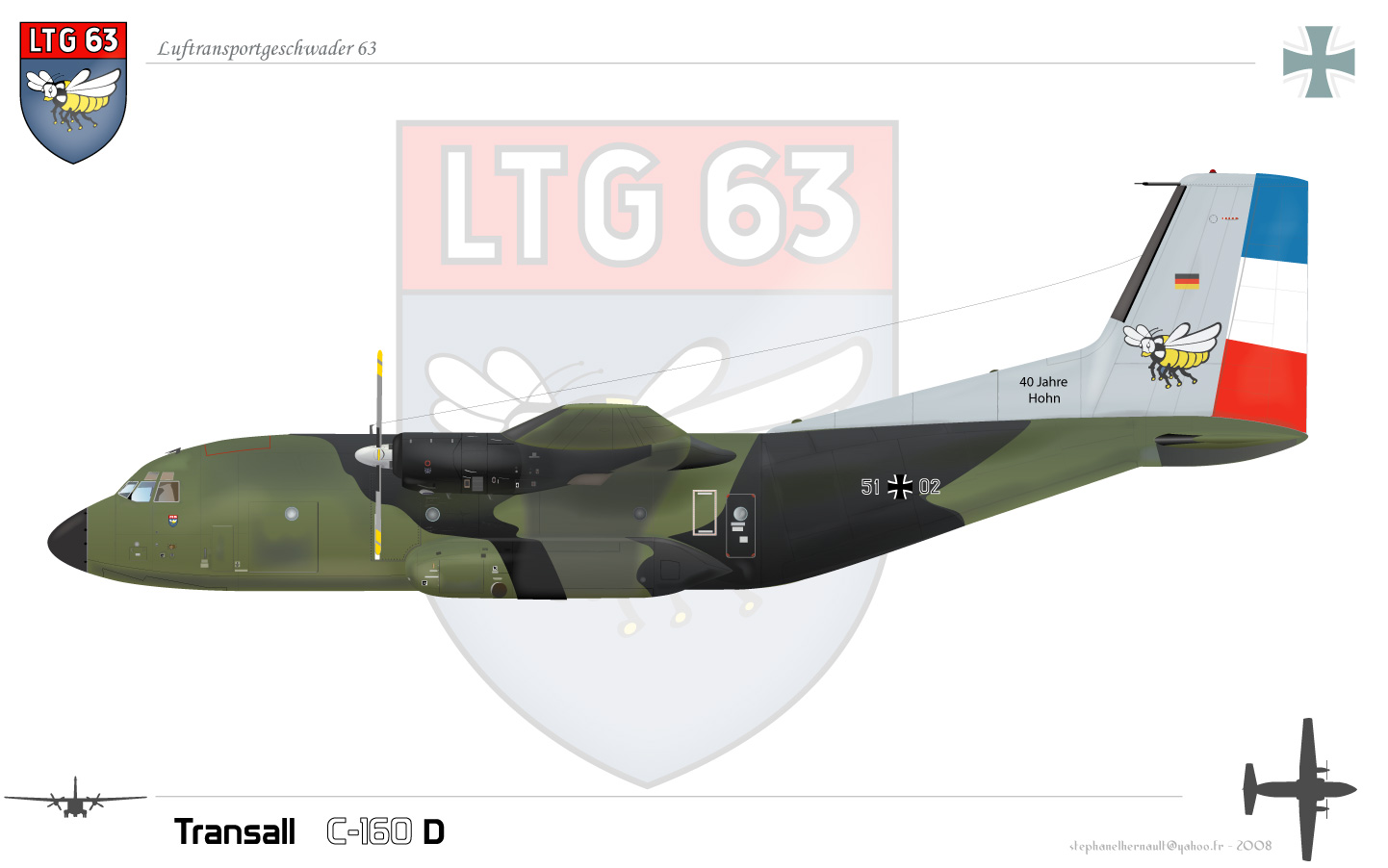
Transall C160 D (LTG 63)
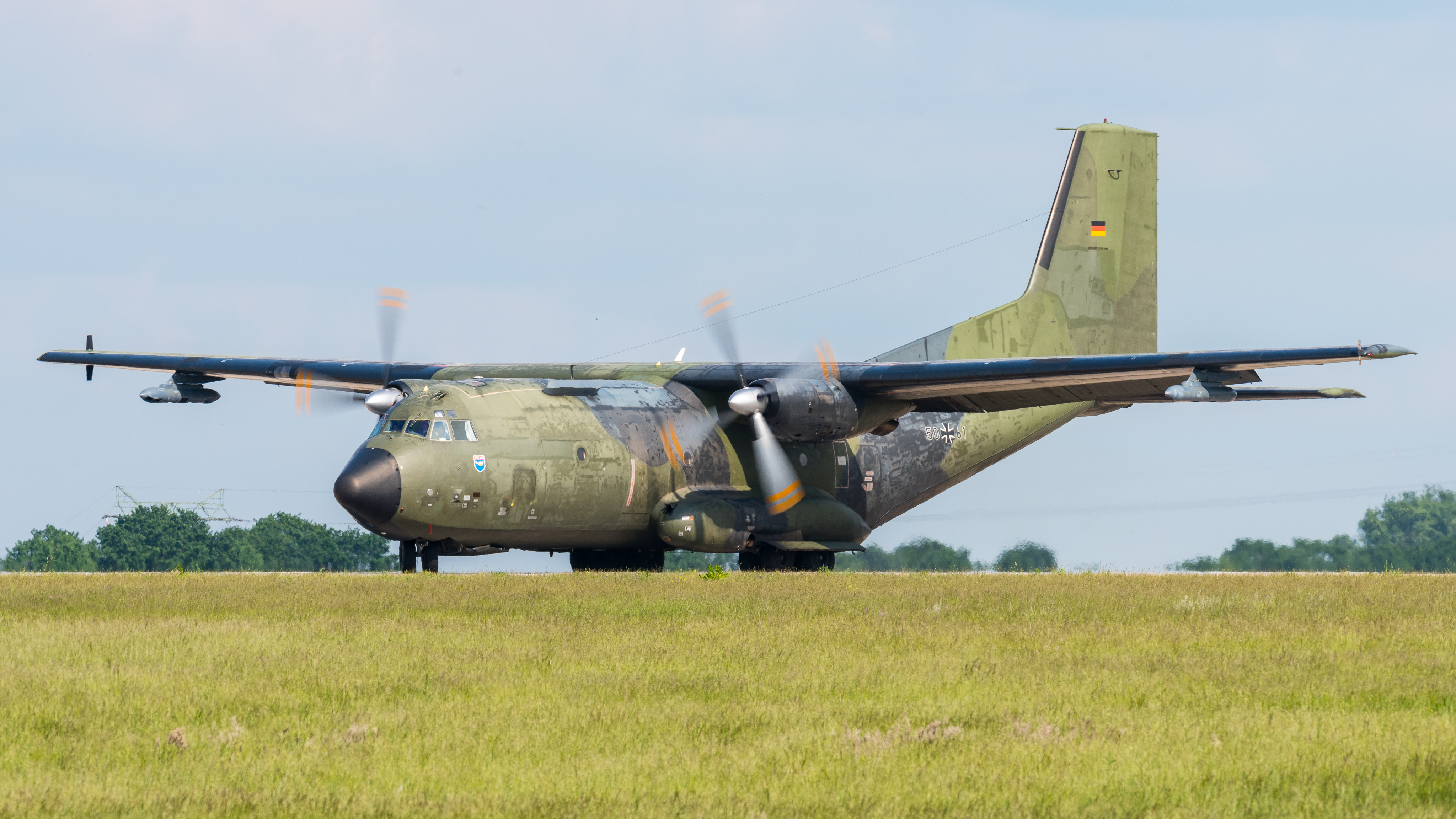
Transall C-160 des LTG 63 auf der ILA 2016.
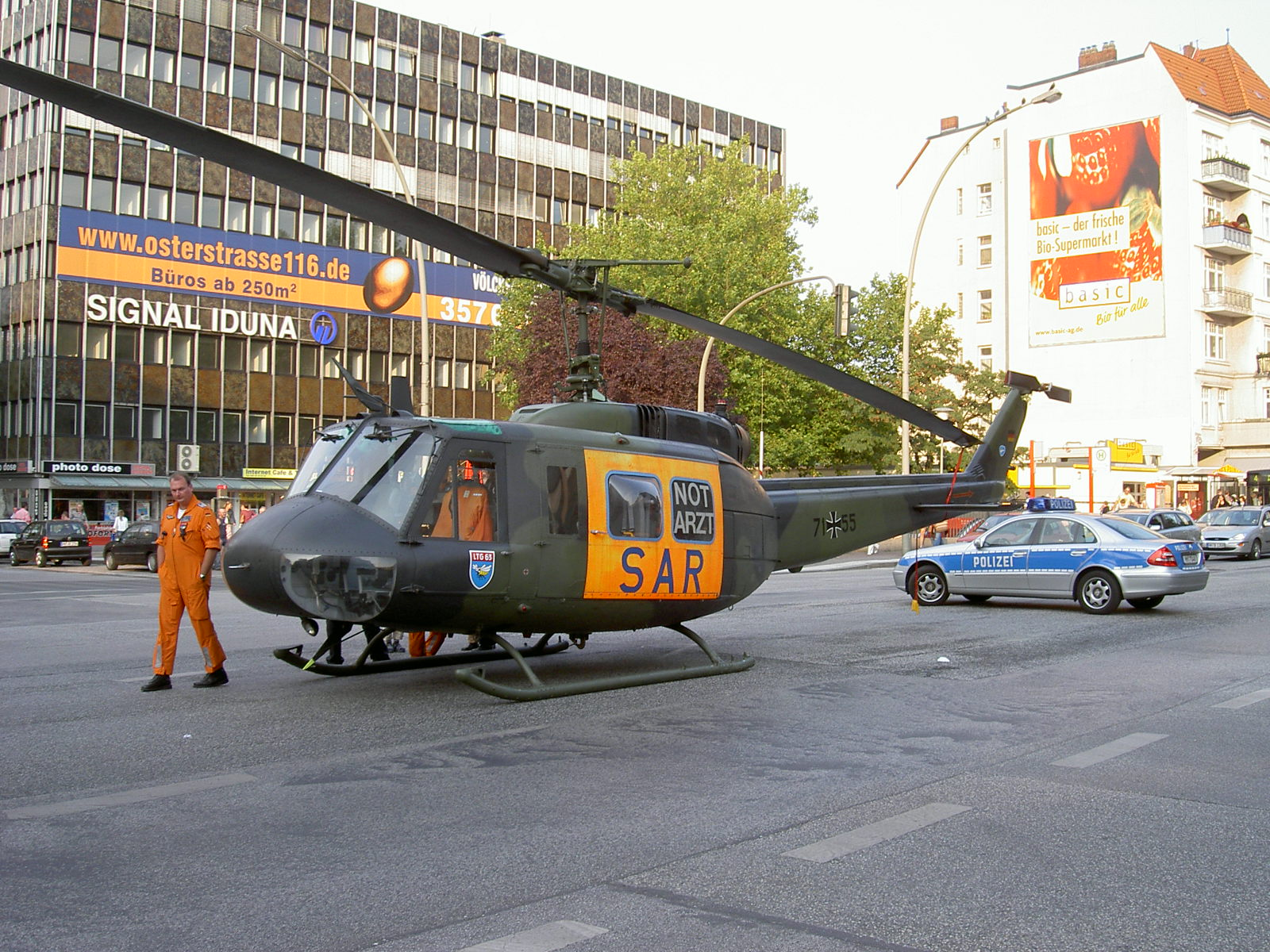
Bell UH-1D des LTG 63 während eines Rettungseinsatzes in Hamburg
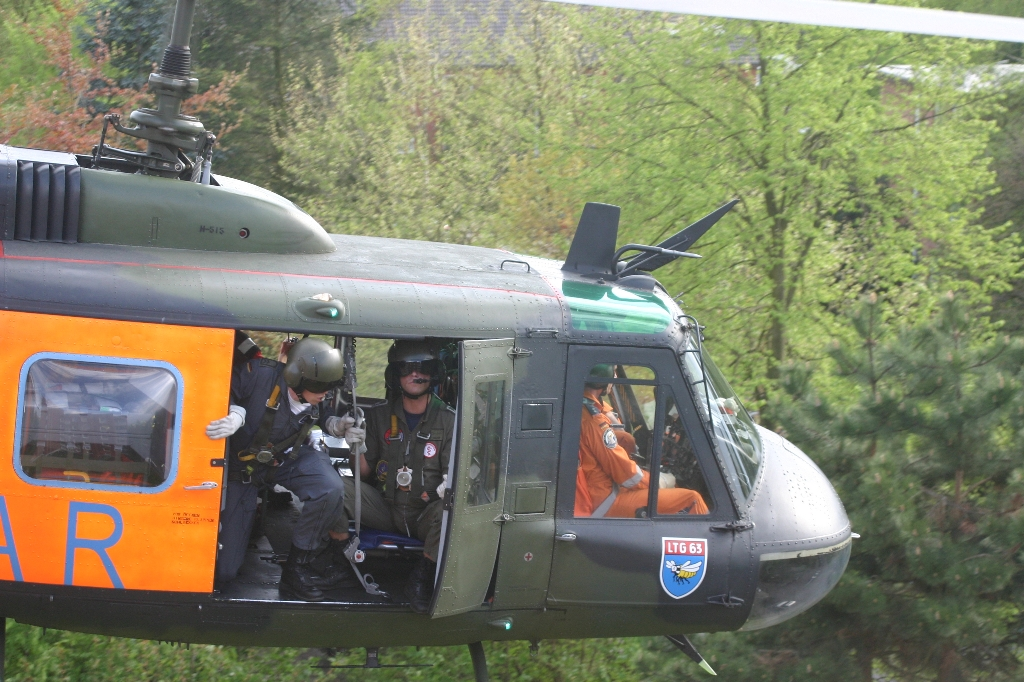
Bell UH-1 bei einem Einsatz

## Trivia
Seit Drehbeginn für die Fernsehserie Die Rettungsflieger stellte das Geschwader einen SAR-Hubschrauber Typ Bell UH-1D und das entsprechende Personal. Die Verbandsabzeichen sind dort ebenfalls auf dem Hubschrauber wie auch den Uniformen der Darsteller zu sehen.